# Reprezentacja Belgii w hokeju na lodzie kobiet
Reprezentacja Belgii w hokeju na lodzie kobiet – zespół hokeja na lodzie, reprezentujący Belgię, powoływana przez trenera, w której występować mogą wszystkie zawodniczki posiadające obywatelstwo belgijskie. Za jej funkcjonowanie odpowiedzialny jest Belgijski Związek Hokeja na Lodzie.

## Starty w Mistrzostwach Świata
- 2000 – 20. miejsce
- 2001 – 22. miejsce
- 2003 – 23. miejsce
- 2004 – 25. miejsce
- 2005 – 23. miejsce
- 2007 – 24. miejsce
- 2008 – 25. miejsce
- 2009 – rozgrywki trzeciej dywizji odwołane
- 2011 - 25. miejsce (6. miejsce w dywizji IIA)
- 2012 - 31. miejsce (5. miejsce w dywizji IIB)
- 2013 - 31. miejsce (5. miejsce w dywizji IIB)
- 2014 - 31. miejsce (5. miejsce w dywizji IIB)
- 2015 - 32. miejsce (6. miejsce w dywizji IIB)
- 2016 - nie startowały
- 2017 - 34. miejsce (2. miejsce w kwalifikacjach dywizji IIB)

## Starty w Igrzyskach Olimpijskie
- Belgijski nigdy nie zakwalifikowały się do Igrzysk Olimpijskich.